# William Wellesley-Pole, 3. Earl of Mornington

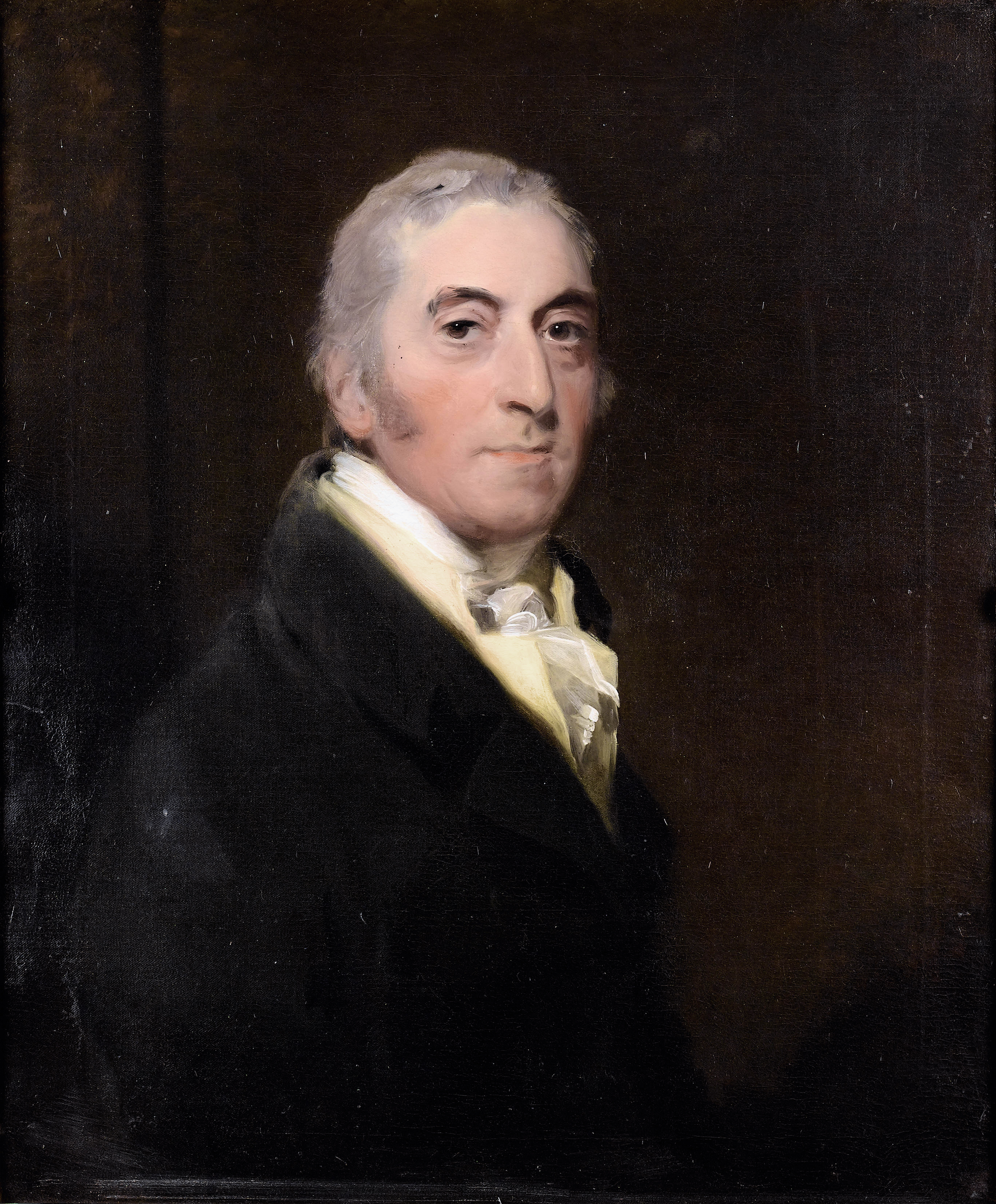
Hon. William Wellesley-Pole, vor 1821, gemalt von Thomas Lawrence

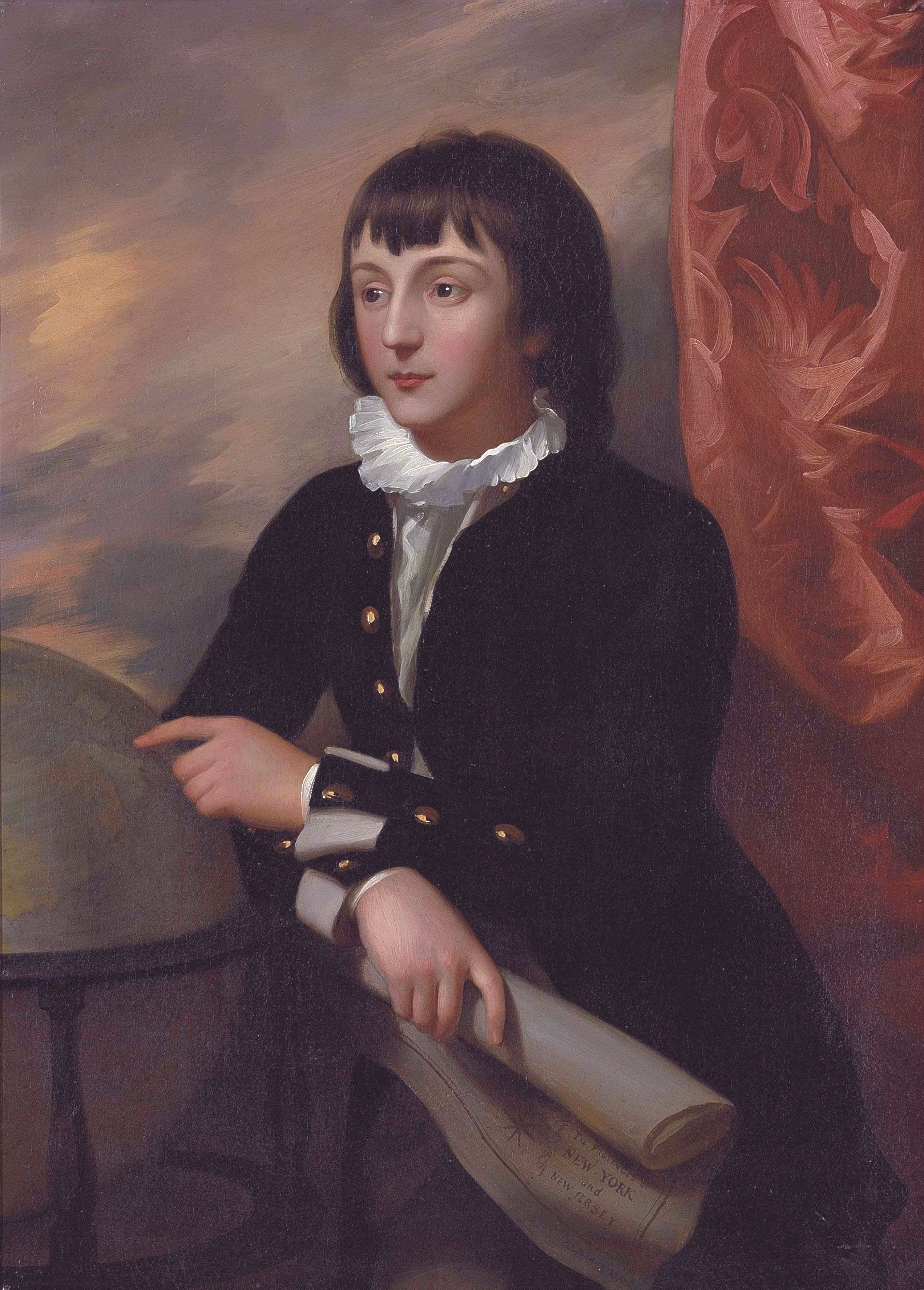
Hon. William Wesley, 1777 mit 14 Jahren, gemalt von Benjamin West

William Wellesley-Pole, 3. Earl of Mornington GCH PC (geborener Wesley, * 20. Mai 1763 in Dangan Castle, County Meath, Irland; † 22. Februar 1845 in London) war ein irisch-britischer Peer und Politiker, Münzmeister der Royal Mint von 1814 bis 1823 und Generalpostmeister von 1834 bis 1835.

## Leben
William war der dritte Sohn von acht Söhnen des Garret Wesley, 1. Earl of Mornington (1735–1781), aus dessen Ehe mit Hon. Anne Hill, einer Tochter von Arthur Hill-Trevor, 1. Viscount Dungannon. Er wurde 1763 als William Wesley geboren. Im Dezember 1781, nachdem er die Güter seines Cousins William Pole, Gutsherr von Ballyfin in Queen’s County, geerbt hatte, änderte er seinen Familiennamen offiziell zu Wesley-Pole und 1789 zu Wellesley-Pole. Er war ein jüngerer Bruder des Richard Wellesley, 1. Marquess Wellesley, der als Generalgouverneur die britische Herrschaft in Indien enorm ausdehnte. Arthur Wellesley, 1. Duke of Wellington, der Sieger von Waterloo, war sein jüngerer Bruder.
Wellesley-Pole besuchte von 1774 bis 1776 das Eton College in Berkshire und diente bis 1782 als Midshipman in der Royal Navy.
Von 1783 bis 1790 war er als Tory-Abgeordneter für Trim im County Meath, Mitglied des irischen und von 1801 bis 1821 als Tory-Abgeordneter für East Looe in Cornwall Mitglied des britischen House of Commons. In verschiedenen Kabinetten diente er als nachgeordneter Minister, so insbesondere als Chief Secretary for Ireland, womit er zweithöchster Bediensteter der Krone in Irland nach dem Lord Lieutenant of Ireland war.
1821 wurde er als Baron Maryborough, of Maryborough in Queen’s County, zum erblichen Peer in der Peerage of the United Kingdom ernannt und erhielt dadurch einen Sitz im britischen House of Lords. 1842 beerbte er seinen Bruder Richard, der keine Söhne hinterließ, in der Peerage of Ireland als 3. Earl of Mornington, 3. Viscount Wellesley und 4. Baron Mornington.
Wellesley-Pole war seit 1784 mit Katherine Elizabeth Forbes (um 1760–1851), Tochter des Admirals Hon. John Forbes (1714–1796) und Enkelin des George Forbes, 3. Earl of Granard, sowie des William Capell, 3. Earl of Essex, verheiratet. Das Ehepaar hatte drei Töchter und einen Sohn:
- William Pole-Tylney-Long-Wellesley, 4. Earl of Mornington (1788–1857);
- Lady Mary Anne Charlotte Wellesley-Pole († 1845) ⚭ 1806 Hon. Sir Charles Bagot (1781–1843), Generalgouverneur der Provinz Kanada;
- Lady Emily Harriet Wellesley-Pole (1792–1881) ⚭ 1814 Fitzroy Somerset, 1. Baron Raglan;
- Lady Priscilla Anne Wellesley-Pole (1793–1879) ⚭ 1811 John Fane, 11. Earl of Westmorland.

Als er 1845 starb, erbte sein Sohn William, der 1812 seinen Familiennamen zu Pole-Tylney-Long-Wellesley ergänzt hatte, seine Adelstitel.